# Francisco Morazán (tỉnh)
Francisco Morazán (FMO) là một tỉnh của Honduras.
Tỉnh này nằm ở trung bộ quốc gia này. Tỉnh lỵ là Tegucigalpa, cũng là thủ đô của Honduras. Cho đến năm 1943, tỉnh này vẫn có tên là tỉnh Tegucigalpa. Tỉnh được đặt tên theo anh hùng dân tộc Francisco Morazán.
Địa hình tỉnh đồi núi, có rừng bao phủ. Giữa các khu vực núi là các thung lũng như Guiamaca, Talanga, và Amarateca. Tỉnh Francisco Morazán có tổng diện tích 7.946 km² và dân số năm 2005 ước khoảng 1.680.700 người.

## Đô thị
1. Alubarén
2. Cedros
3. Curarén
4. Distrito Central (cap. Tegucigalpa)
5. El Porvenir
6. Guaimaca
7. La Libertad
8. La Venta
9. Lepaterique
10. Maraita
11. Marale
12. Nueva Armenia
13. Ojojona
14. Orica
15. Reitoca
16. Sabanagrande
17. San Antonio de Oriente
18. San Buenaventura
19. San Ignacio
20. San Juan de Flores
21. San Miguelito
22. Santa Ana
23. Santa Lucía
24. Talanga
25. Tatumbla
26. Valle de Ángeles
27. Vallecillo
28. Villa de San Francisco
29. Zamorano